# Jean-Joseph de Laborde
Ne pas confondre avec Jean-Benjamin de Laborde également guillotiné en 1794
Pour les articles homonymes, voir Famille de Laborde et Laborde.
Jean-Joseph Laborde, par la suite marquis de Laborde, né près de Jaca en Aragon le 27 janvier 1724, et mort guillotiné à Paris le 18 avril 1794, est un négociant, banquier, armateur négrier et planteur esclavagiste français. Responsable d'une société internationale dès l'âge de vingt ans, Laborde fut, dix ans plus tard, parmi les hommes les plus riches de France.

## Biographie

### La fortune acquise dans l'import-export
Né en 1724 à Jaca (Espagne), Jean-Joseph Laborde est le dernier des quatre enfants de Marguerite d'Aleman de Sainte-Croix et Jean-Pierre Laborde (1673-1739), citoyen de Bayonne et négociant en laine, installé à Jaca puis à Paris, banquier vers 1717, qui ramenait des piastres espagnoles en contrebande. Il rejoint, à l'adolescence, son cousin Joseph Laborde, à la tête d'une compagnie maritime d'import-export à Saint-Jean-de-Luz, lequel est [réf. souhaitée]probablement l'un des quinze enfants du banquier Jean-François de La Borde, originaire également de Bayonne et cousin par alliance de la marquise de Pompadour.
Laborde apprend le métier auprès de son cousin, de 1734 à 1739, puis prend sa succession quand il décède en 1748. Il contacte alors de nombreux grands négociants et acquiert, en 1751, le monopole de la fourniture de piastres espagnoles à la Compagnie des Indes, ce qui est indispensable au commerce des indiennes de coton. Au second semestre de 1758, il rencontre à Paris l'abbé de Bernis, chargé de la diplomatie française.
Il devient le chef d'un véritable empire commercial international, ce qui lui permettra de financer presque à lui seul la guerre de Sept Ans, et porter au même moment sur ses épaules le ministère de son ami proche, le duc de Choiseul qui a, lui, épousé l'héritière d'Antoine Crozat, première fortune de France.

#### Négrier et esclavagiste
Il participe à la traite négrière, approvisionne les colonies en matières premières et rapporte les produits les plus intéressants financièrement : fruits tropicaux, arbre d'essence rare. L'un des navires négriers qu'il arme, l'Utile, connaît un destin tragique en 1761 sur l'île Tromelin, dans l'océan Indien. Il possède près de 1 500 hectares de plantations dans la colonie de Saint-Domingue, qu'il fait exploiter pour le sucre, et sur lesquelles travaillent 1 400 esclaves.

### Les placements immobiliers
Devenu conseiller de Louis XV, il acquiert de nombreux domaines outre-mer et sept seigneuries sur le sol français, puis devient fermier général (1759-1767) sur proposition du duc de Choiseul, et enfin banquier de la couronne, succédant ainsi à Jean Pâris de Monmartel. Il excelle dans les spéculations immobilières, en province comme à Paris, où il achète le 6 juin 1761 l’hôtel du fermier général Étienne-Michel Bouret, l'un des plus imposants de la capitale, et crée dans ses vastes jardins deux rues, la rue Laffitte, d'abord appelée rue d'Artois, et la rue de Provence, revendant le terrain par lots. 

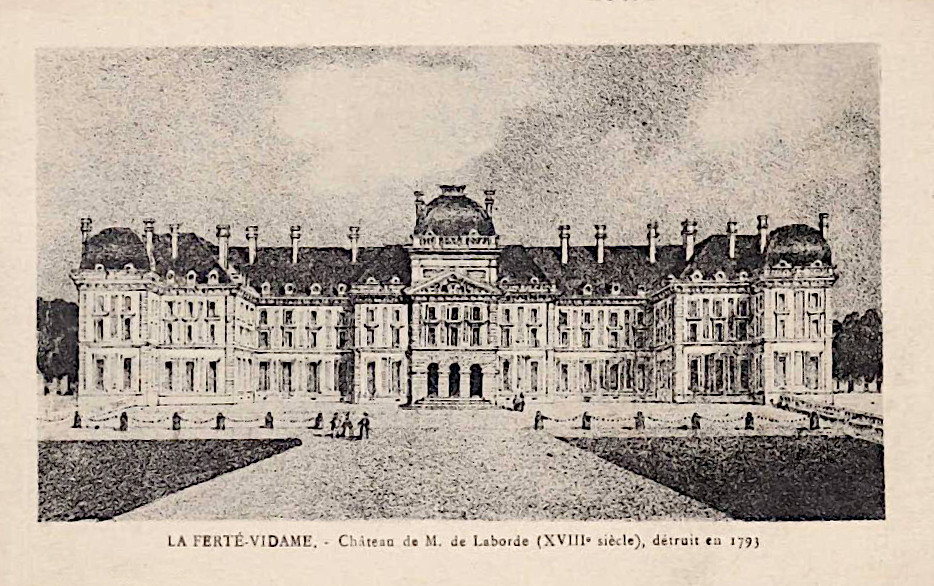
Vue du château de la Ferté-Vidame avant sa destruction en 1793.

Il est aussi, par acquisition en 1764, le dernier vidame de Chartres et seigneur de La Ferté-Vidame, installé depuis dans le château de La Ferté-Vidame, qu'il fait reconstruire fastueusement et aménager à son goût, pour la somme de 14 millions de livres, en s'entourant de nombreux artistes. Il y reçoit en 1781 Joseph II, futur empereur d'Autriche ; mais les constructions à peine terminées, il sera contraint en 1784, par un ordre de la Cour, de le céder au duc de Penthièvre qui le convoitait. Très échaudé, il s'achète un château beaucoup plus modeste, Méréville.

#### Acquisition d'un marquisat

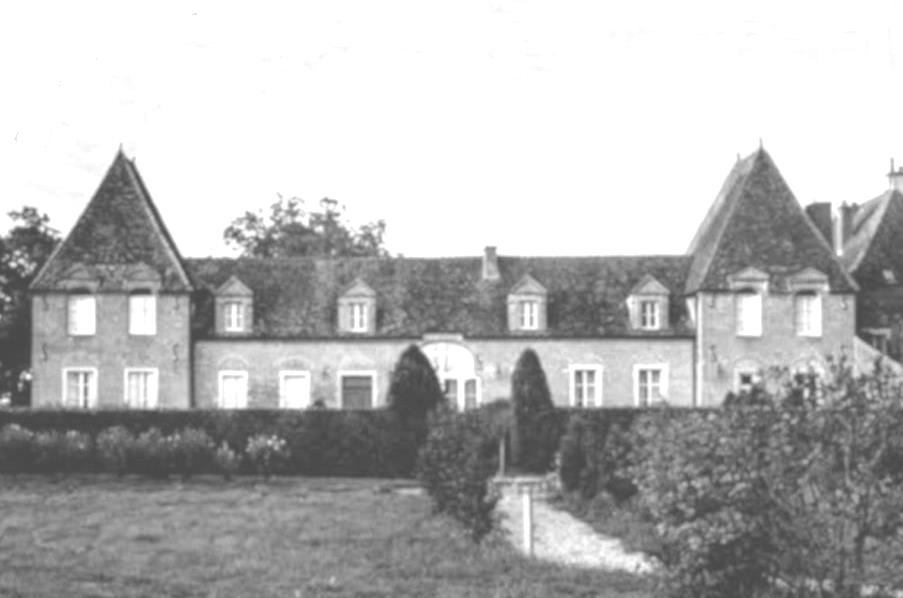
Château La Borde à Meursanges.

Il fait aussi l'acquisition le 8 août 1785 du domaine de la Borde-au-Château, à Meursanges (Côte-d'Or), un ancien marquisat dont le titre lui est aussitôt confirmé par lettres patentes d'octobre 1785, enregistrées à la chambre des comptes de Dijon .

### Les spéculations financières
Également décrit comme faisant « les plus heureuses spéculations dans les finances », il conseille Louis XV, la haute noblesse et même Voltaire dans la gestion de leurs portefeuilles financiers. Banquier de la Cour après Paris de Montmartel, de 1759 à 1769, il est fermier général dans le bail Prévost en 1762, mais se démet dès janvier 1766 au profit de Jean-Marie Darjuzon, son protégé. À 45 ans, il est l'un des partisans les plus motivés de la création de la première Caisse d'escompte, qui sert à partir de 1767 de complément à la Bourse de Paris, et tenta de l'installer sur le terrain où sera finalement bâti en 1783 l'Opéra-Comique. Banquier du roi, il dirige cette Caisse d'escompte, qui fut liquidée en 1769, en même temps que la Compagnie des Indes, puis recréée en 1776 par Isaac Panchaud et installée au 8 rue Vivienne, mais sans lui. Lors de la liquidation en 1769 et 1770, Jean-Joseph de Laborde perd 600 000 livres et ne reviendra à la spéculation financière qu'avec l'arrivée aux finances en 1783 de Charles Alexandre de Calonne.

### De la disgrâce à la guillotine
Membre de la commission pour la réforme fiscale dirigée par L'Averdy, l'abbé Terray fut remarqué par René Nicolas de Maupeou, qui le fit nommer contrôleur général des finances en décembre 1769. Terray l'aida à se débarrasser du duc de Choiseul, limogé le 24 décembre 1770, ce qui entraîne le départ des protégés du duc, au premier rang desquels Laborde.
L'abbé Terray fait suspendre le remboursement de 200 millions de rentes, ce qui amène Laborde à se détourner des effets royaux pour réinvestir sa fortune dans l'immobilier parisien. La décision de Terray a fait passer la fortune de Laborde de 13,6 millions à 8,04 millions de livres en seulement une année. Malgré cela, pour conserver la confiance du marché, il rembourse tous ses créanciers. Sa fortune est aussi reportée sur ses plantations de Saint-Domingue à partir de 1770. Ce n'est qu'à compter de 1783, qu'il la replace sur des opérations spéculatives, sous le ministère de Calonne, qui souhaite augmenter le nombre d'investisseurs, en raison de la dette héritée de la Guerre d'indépendance américaine.
Lors de la Révolution française, son fils François est l'un des rares députés nobles (du bailliage d'Étampes) à rejoindre le Tiers état, mais Saint-Just fait arrêter le père qui est guillotiné en avril 1794 comme ex-banquier de la Cour et agioteur-spéculateur.

## Le château de Méréville

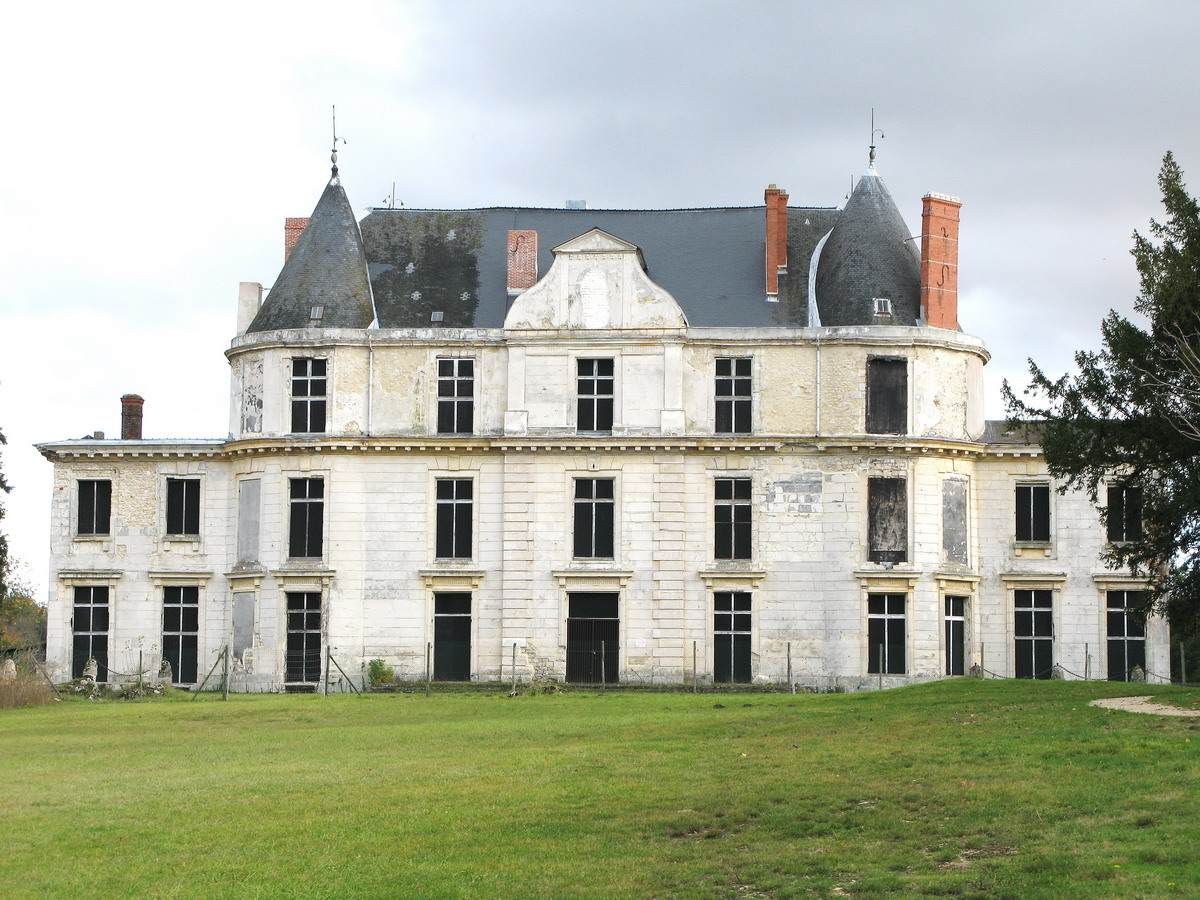
Le château de Méréville.

Il achète en 1784 le petit château de Méréville, où 700 ouvriers travaillent dix ans à l'élaboration d'un grand parc paysager, planté d'espèces rares acclimatées, et qualifié d'oasis par Chateaubriand. Parmi les artistes embauchés, François-Joseph Bélanger, qui a construit en deux mois le Bagatelle, Hubert Robert,  peintre paysagiste, l'ébéniste Jean-François Leleu, le peintre Claude Joseph Vernet, et Augustin Pajou, qui sculpte un cénotaphe au navigateur James Cook.
En 1786, l'architecte François-Joseph Bélanger est remplacé par Hubert Robert. L'année suivante, une colonne rostrale est bâtie sur une île au cœur du grand lac, en hommage à ses deux fils, Édouard (1762-1786) et Ange Auguste (1766-1786), morts au large de Vancouver, lors de l'expédition La Pérouse. Le temple de la piété filiale fut dédié à sa fille Natalie.

## Descendance
Jean-Joseph de Laborde a épousé en 1760 Rosalie de Nettine (1737-1820), sœur cadette de la trésorière de Marie-Thérèse d'Autriche (Dieudonnée Louise Joséphine de Nettine, 1736-1789), et fille de Matthias de Nettine, trésorier du duc de Lorraine, et de Mme de Nettine, née Barbe Louise Josèphe Stoupy (1706-1775). Du mariage naquirent :
- François Louis Jean-Joseph de Laborde de Méréville (1761-1802), banquier et député aux États généraux ;
- Pauline Louise Joséphine de Laborde (1767-1792) épousa Jean-François de Pérusse des Cars, 1er duc des Cars ;
- Alexandre Louis Joseph, marquis de Laborde (17 septembre 1773, Paris-20 octobre 1842, Paris), archéologue et homme politique, auteur de nombreux ouvrages d'histoire, notamment sur l'art des jardins ; il fut le père de Léon de Laborde, directeur des Archives de l'Empire, conservateur du Musée du Louvre, et député de Seine-et-Oise.
- Natalie de Laborde (1774-1835), surnommée « la petite mouche », mariée à Charles de Noailles, duc de Mouchy, elle a été l'une des maîtresses de Chateaubriand, dite "la mieux-aimée" (cf. Jean-Claude Berchet, Chateaubriand (2012)).

Ses descendants Alexandre et Nathalie ont reçu des indemnités haïtiennes à hauteur de 350 000 francs or (équivalents à 1,7 million de dollars de 2022). C'est le plus important montant versé à une famille.